# Biserica „Sfântul Teodor Tiron” din Crihana Veche
Biserica „Sf. Teodor Tiron” este o biserică amplasată în Crihana Veche, raionul Cahul, Republica Moldova. Este un monument istoric și arhitectural de importanță națională inclus în Registrul monumentelor Republicii Moldova ocrotite de stat cu nr. 38 (raionul Cahul). Datează din 1900.